# Lakhtar
Lakhtar är en ort i Indien.   Den ligger i distriktet Surendranagar och delstaten Gujarat, i den västra delen av landet, 800 km sydväst om huvudstaden New Delhi. Lakhtar ligger 49 meter över havet och antalet invånare är 14 534.
Terrängen runt Lakhtar är mycket platt. Runt Lakhtar är det ganska tätbefolkat, med 90 invånare per kvadratkilometer. Det finns inga andra samhällen i närheten. Trakten runt Lakhtar består till största delen av jordbruksmark.